# Giacchio

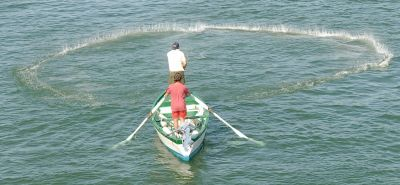
Pesca col giacchio sul fiume Magra

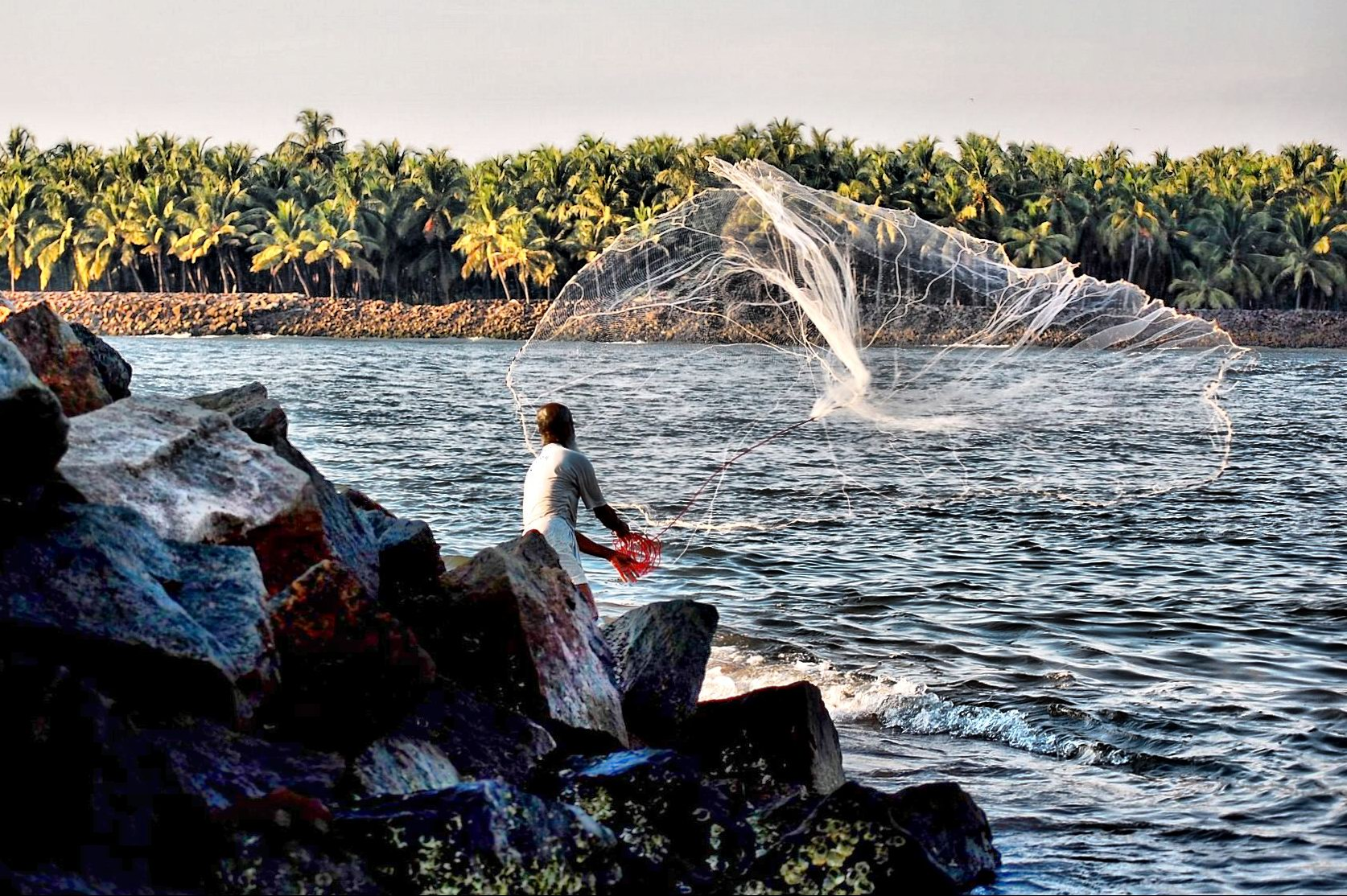
Utilizzo del giacchio in India

Il giacchio (o rezzaglio o sparviero) è un'antica rete da pesca di forma circolare, legata a una corda al centro del cerchio. Le sue origini si perdono nella storia. Sicuramente usata nel medioevo anche in Francia, è stata raffigurata nella Camera del Cervo, nel Palazzo dei Papi di Avignone da Matteo Giovannetti, in un affresco risalente al 1343.

## Descrizione
Reti di simile fattura vengono usate anche in alcune regioni dell'America Latina.
Anticamente cucita a maglia sempre più fitta a mano a mano che la rete si allontanava dal centro del cerchio, adesso viene cucita a fasce di diversa grana, mano a mano più fitta. Esistono infatti diversi tipi di grana a seconda della dimensione dei pesci a cui un giacchio è destinato.
Si raccoglie con le mani utilizzando una procedura ben precisa che ne favorisce la successiva apertura al momento dell'uso. Una volta raccolta, la si lancia in acqua aiutandosi con la torsione del busto. Il peso dei piombi posizionati nel perimetro esterno, fa sì che l'estremità della rete cali velocemente in assetto parallelo alla superficie, mentre il centro che non ha pesi aggiuntivi può rimanere anche a pelo d'acqua (a seconda della maglia della rete, più la maglia è fitta più la discesa è rallentata dall'acqua). Si forma così un grande cono che ha per base il perimetro e per vertice il centro della rete che chiude al pesce ogni via di fuga. Una volta posata sul fondo, il pescatore recupera la rete per mezzo della corda legata al centro della rete, in modo che si abbia il restringimento all'estremità inferiore, chiudendo la base del cono e formando un sacco che imprigiona definitivamente il pesce, il quale può essere agevolmente recuperato.
La rete può essere usata  in mare o in laghi e fiumi, a patto che sia disponibile un fondo sabbioso o di piccole pietre levigate (non scogli), in modo che la rete non resti impigliata. In genere viene usata dalla riva, alle foci dei fiumi . Tra gli esempi d'utilizzo in riva dei fiumi ci sono il Serchio e Magra in Toscana (da appassionati) ma anche sul Lago Trasimeno come attrazione turistica, recuperandola in modo parallelo al fondo. Prede marine tipiche sono i cefali (reti a maglie rade), i latterini, le triglie e le tracine (reti a maglie fitte). La rete è utilizzabile anche da una barca, recuperandola in modo verticale una volta che si è richiusa su sé stessa, a volte usando particolari anelli per tenerla chiusa quando issata.
Essendo il suo utilizzo particolarmente faticoso, la pesca col giacchio, sebbene affascinante, è stata soppiantata da quelle con altri tipi di rete, mentre si mantiene per appassionati o per ragioni di intrattenimento turistico. Esistono associazioni di pesca sportiva, dove alcune persone pratiche nel lancio del "rezzaglio" insegnano l'arte del lancio, ci vogliono anni per imparare a usare correttamente il "rezzaglio" (giacchio), quindi ci vuole una pratica costante. In commercio si trovano dei "rezzagli" pronti all'uso con una circonferenza che non supera i 16 metri, limite al quale si ferma la pesca sportiva per poi divenire professionale.